# Aeshna viridis
Aeshna viridis é uma espécie de libelinha da família Aeshnidae.
Pode ser encontrada nos seguintes países: Alemanha, Áustria, Dinamarca,  Eslováquia, Estónia, Finlândia, Hungria, Letónia, Lituânia, Montenegro, Países Baixos, Polónia, República Checa, Rússia, Sérvia, Suécia e Ucrânia.
Os seus habitats naturais são: rios, rios intermitentes, pântanos, lagos de água doce, lagos intermitentes de água doce, marismas de água doce e marismas intermitentes de água doce.
Está ameaçada por perda de habitat.
- Commons
- Wikispecies